# 'E candeline
'E candeline, pubblicato nel 1982 su 33 giri (LP IM 764) e Musicassetta (PMC 55), è un album discografico del cantante Mario Trevi.

## Descrizione
L'album è una raccolta di brani di Mario Trevi, alcuni già incisi su 45 giri, altri inediti, per la casa discografica Polifon. L'album contiene brani appartenenti ai generi musicali di giacca e di cronaca, ritornati in voga a Napoli negli anni settanta, che riporteranno in voga il genere teatrale della sceneggiata.

## Tracce
1. 'E candeline (Moxedano-Sciotti-Iglio)
2. Delicatamente (Langella-Iglio)
3. Sische e pernacchi (Riccio-Genta)
4. Ntussucusella mia (Pisano-Sciotti-Iglio)
5. Samanta (Langella-Iglio)
6. Nun tremmà (Riccio-Iglio)
7. Viestete (Riccardi-Cataneo-Iglio)
8. 'A furtuna (Langella-Iglio)
9. T'aggja fa 'nu mazzo tanto (Moxedano-Iglio)
10. Povera sartulella (Fiorini-Genta)